# Bořivoj Zeman
Bořivoj Zeman (6. března 1912 Praha – 23. prosince 1991 Praha) byl český režisér a scenárista. Jeho manželkou byla československá spisovatelka pro děti a mládež Alena Santarová (roz. Vančurová).

## Život a dílo
Původním povoláním byl úředníkem, který si pro sebe psal scénáře krátkých filmů. Filmovou práci zahájil v hostivařských a také ve zlínských ateliérech, kde krátce spolupracoval s Karlem Zemanem. Známé jsou jeho dvě komedie Dovolená s Andělem a Anděl na horách s Gustavem Andělem, filmovým revizorem pražských dopravních podniků, kterého ztvárnil Jaroslav Marvan. Kromě filmů pro starší publikum také proslul svojí tvorbou pro děti. V tehdejším Československu natočil první filmovou pohádku Pyšná princezna s Vladimírem Rážem a Alenou Vránovou v hlavní roli. Dalším jeho dílem byla filmová pohádka Byl jednou jeden král… natočená na motivy pohádky Boženy Němcové Sůl nad zlato s Janem Werichem, Vlastou Burianem a Milenou Dvorskou v hlavních rolích. V roce 1968 natočil další filmovou pohádku Šíleně smutná princezna, kde hlavní role hráli tehdy populární zpěváci Helena Vondráčková a Václav Neckář. Natočil i filmovou parodii Fantom Morrisvillu, kde hlavní dvojroli hrál Oldřich Nový spolu se zpěvákem Waldemarem Matuškou.

## Filmografie, výběr
- Dovolená s Andělem (1952)
- Pyšná princezna (1952)
- Byl jednou jeden král… (1955)
- Anděl na horách (1955)
- Páté kolo u vozu (1958)
- Fantom Morrisvillu (1966)
- Šíleně smutná princezna (1968)
- Ženy v ofsajdu (1971)
- Honza málem králem (1976)